# Чеч

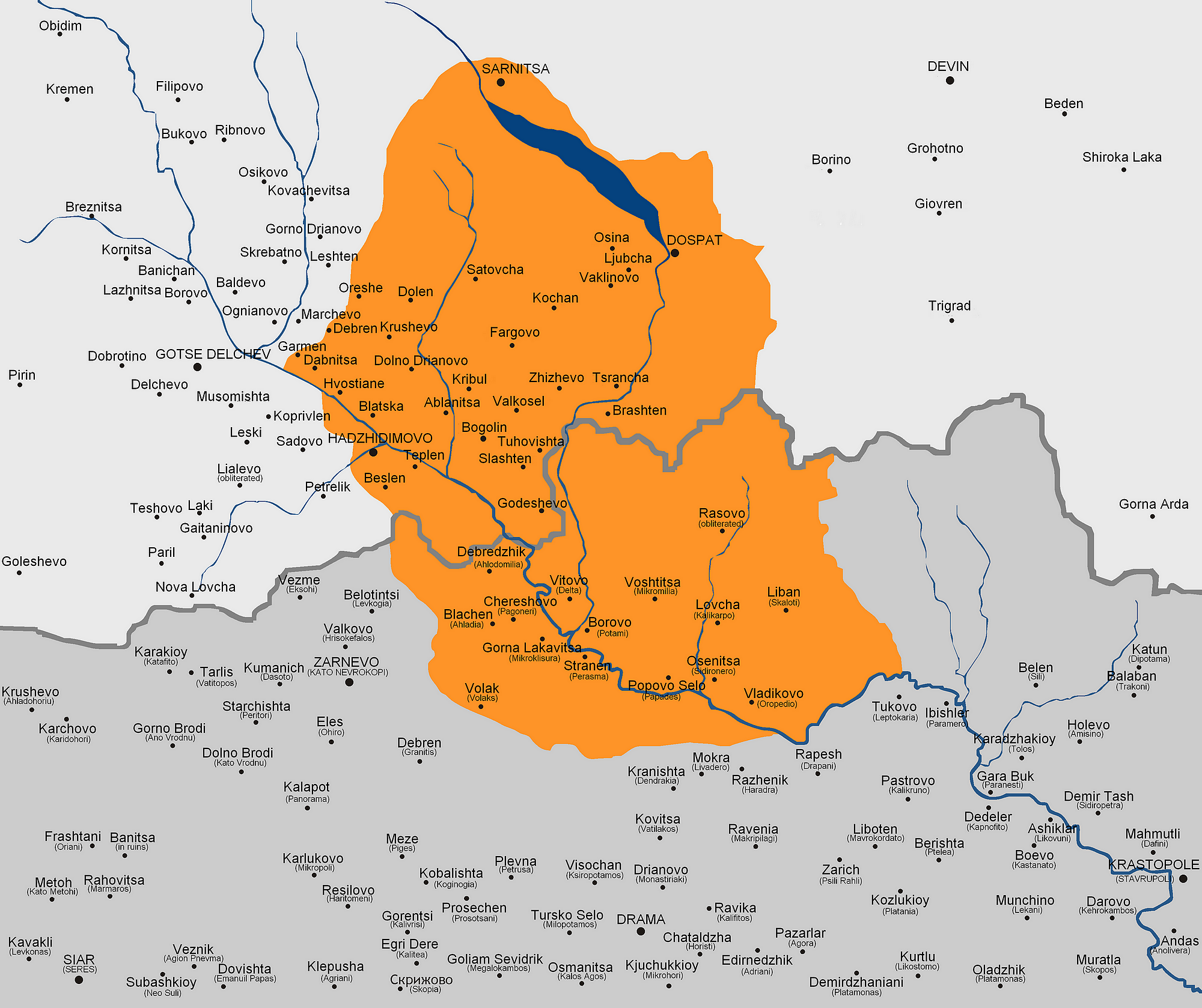
Чеч на кордоні Болгарії та Грецької Македонії

Чеч або Чечко - історико-географічна область у регіоні Македонія (Балканський півострів). Регіон знаходиться на кордоні Болгарії та Греції. Населення регіону проживає в 60 селах майже повністю складається з помаків.

## Географія
Область Чеч є частиною регіону Македонії (відповідно Пірінської і Егейської частини). Розташована в південно-західній частині Родоп і в північній частині у гори Фалакро (Боздаг). Історично область поділена на «Неврокопський Чеч» і «Драмський Чеч», Драмська частина повністю знаходиться в Греції, а Неврокопська поділена між двома країнами.
Васил Кинчев прийняв як східний кордон регіону річку Доспат і з західного річку Дабніста. У болгарській частині Чечу розташовані села з громад Сатовча, Доспат і східна частина громади Гирмен. Всі села у болгарській частині Чеча помацькі, винятком є найбільше з них - Сатовча і Долен, в яких проживає змішане християн-мусульманське населення. Центром грецької частини є село Борова, в гирлі річки Доспат. Грецький Чеч поділений на дем Неврокопі і громаду Сидеронеро. Помацьке населення було виселено з грецької частини Чеч в 1920-ті роки під час грецько-турецького обміну населенням в Туреччину, Західну Фракію і деякі частини Болгарії. Після обміну населенням район був заселений грецькими біженцями з Туреччини.

## Населення
На 15 грудня 2007, населення болгарського Чеча становить 48,970 осіб, більшість з яких Помаки. На 2001, населення грецького Чеча становить 2,553 чоловік, більшість православні греки. Згідно з Василом Кинчевом в 1900 Чеч населяло: 5,897 болгар, 5,667 помаків, 1,151 турків, 23 валах і 10 циган - всього 12,748 чоловік. 